# Hahn Air Base
Pour les articles homonymes, voir Hahn.

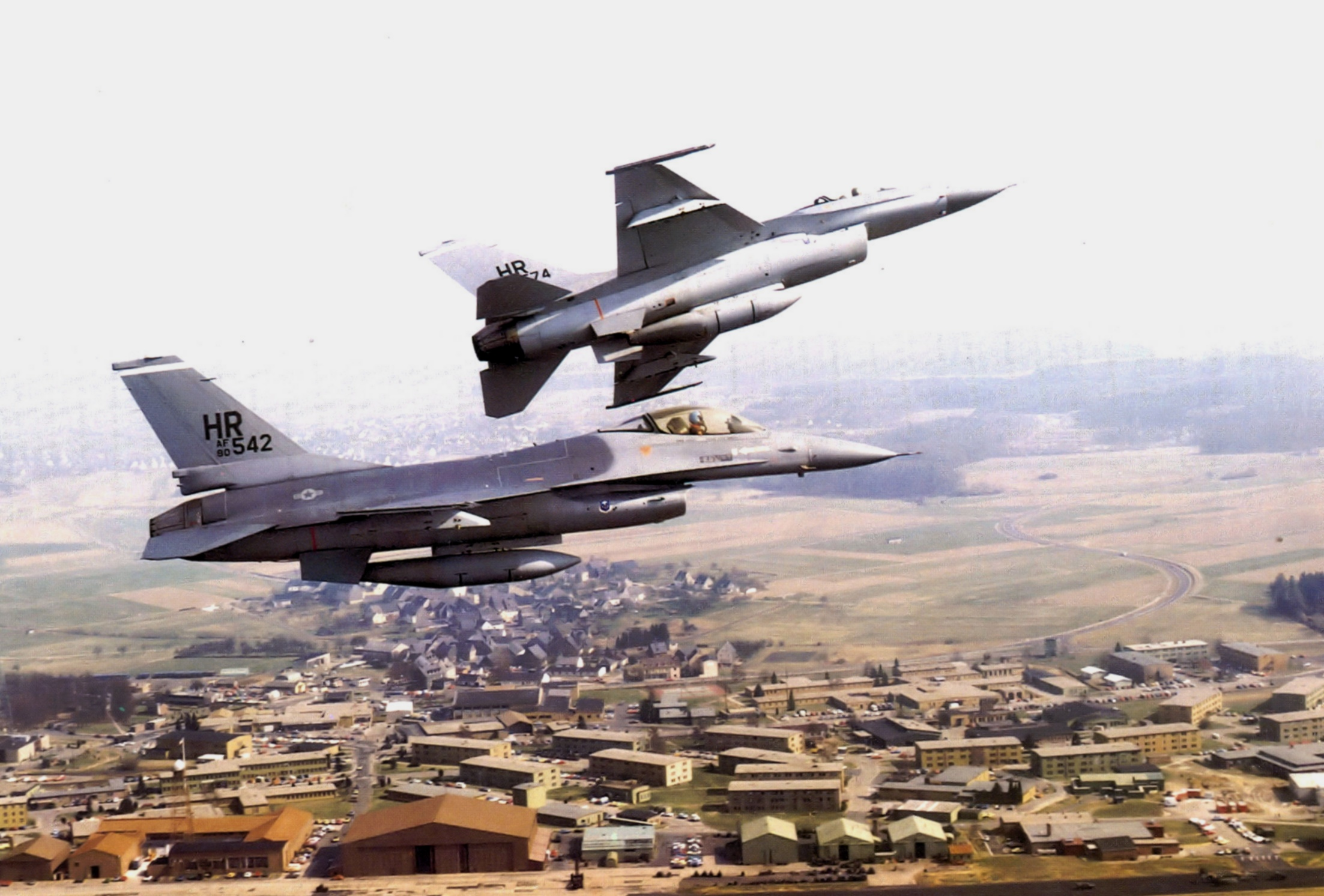
Deux F-16C du 50th TFW au-dessus de Hahn AB

La Hahn Air Base était une ancienne importante base de l'US Air Force, située dans le Land de Rhénanie-Palatinat, à 10 kilomètres de Kirchberg (Hunsrück) en Allemagne de l'Ouest, et à proximité du petit village de Hahn (Rhénanie-Palatinat).
La principale unité de l'United States Air Force qui y était stationnée était le 50th Space Wing.
Construite par les Forces françaises en Allemagne en 1951, elle entre en opération en septembre 1952 au service de l'United States Air Force.
Le 50th Space Wing, originellement stationné à la Cannon Air Force Base au Nouveau-Mexique, s'y déploie pendant l'opération Fox Able 27 en août 1953.
L'une des 7 bases de l'USAF en Allemagne de l'Ouest avec Ramstein Air Base, Zweibrücken Air Base, Sembach Air Base, Bitburg Air Base, Spangdahlem Air Base et Rhein-Main Air Base, c'est la deuxième plus importante en Allemagne de l'Ouest et la 7ème en Europe.
Comportant 343 hangars, bunkers et abris, elle disposait de 22 immeubles de bureaux, 52 ateliers de réparation et 51 entrepôts de stockage. Elle nécessite pour son fonctionnement plus de 13000 personnels logés avec leurs familles dans plus de 672 appartements individuels répartis en 43 bâtiments et 25 baraques.
À l'arrivée des missiles de croisière américains en Allemagne dans le cadre de la crise des euromissiles, ceux-ci sont stockés temporairement sur son site avant l'achèvement en 1987 de la base de missiles de Pydna à proximité.
Après près de 40 ans d'opération, le 50th Space Wing s'en retire en 1991,.
Le 30 septembre 1993, la base est remise aux autorités allemandes. Elle est ensuite transformée en aéroport civil commercial : l’aéroport de Francfort-Hahn. L'USAF y conserve un site de communication radio jusqu'en 2012.